# Dyspessa kostjuki
Dyspessa kostjuki is een vlinder uit de familie houtboorders (Cossidae). De wetenschappelijke naam is voor het eerst geldig gepubliceerd in 2005 door Yakovlev.
De soort komt voor in Europa.